# 滝田裕介
滝田 裕介（たきた ゆうすけ、1930年11月29日 - 2015年5月3日）は、日本の俳優、声優。本名：滝田 進（たきた すすむ）。旧芸名・別名は滝田 祐介。東京府荏原郡世田ヶ谷町北沢（現・東京都世田谷区北沢）出身。以前は劇団俳優座に所属していた。

## 来歴・人物
東京都立戸山高等学校卒業。早稲田大学の演劇科を中退後、1953年に劇団俳優座の養成所2期生となりデビュー。同期には小林昭二、佐竹明夫、武内亨、土屋嘉男、横森久などがいる。1956年から1964年にかけて出演したテレビドラマ『事件記者』で人気を博した。『水戸黄門』や『暴れん坊将軍』などの時代劇では悪役を演じることが多かったが、のちに善人役を演じる機会が増えた。また、声優としても活躍しており、海外ドラマ『ベン・ケーシー』で主人公の神経外科医ベン・ケーシーの声や、映画「スター・ウォーズ・シリーズ」『ホーンテッドマンション』『ジョーズ』とヒット作で主役及び重要なキャラクターの声を当てることが多かった。
2014年夏に尿管がんを患い、手術を行う。2015年4月に転移が判明。同年5月3日午前11時34分、がんのため横浜市中区の病院で死去。満84歳没（享年86）。
2015年『第10回声優アワード』で特別功労賞を受賞。

## 出演作品（俳優）

### テレビドラマ
- ぼくのせいじゃないよ（1953年、日本テレビ）
- マンモスタワー（1958年、KR）
- 事件記者（1958年 - 1966年、NHK総合） - 伊那（イナちゃん）
- 白昼の死角（1963年、フジテレビ）
- ザ・ガードマン（TBS / 大映テレビ室）
  - 第14話「殺人者」（1965年）
  - 第20話「私は殺される」（1965年）
  - 第38話「七年目のサンタクロース」（1965年）
  - 第49話「小羊の肉」（1966年）
  - 第157話「ガードマン、パリで大奮戦」（1968年）
  - 第158話「ガードマン、スイス追撃作戦」（1968年）
  - 第161話「恋のアムステルダム」（1968年）
  - 第187話「大金庫をぶち破れ」（1968年）
  - 第247話「殺人せり市」（1969年）
  - 第258話「歌手は整形美容で殺される」（1970年）
  - 第287話「チエミのモーレツ女課長を殺せ!」（1970年）
  - 第306話「団地っ子 性教育だ全員集まれ!」（1971年）
  - 第321話「結婚式から逃げた花嫁」（1971年）
- ウルトラシリーズ
  - ウルトラQ 第9話「クモ男爵」（1966年、TBS / 円谷プロ） - 葉山
  - ウルトラマンティガ 第49話「ウルトラの星」（1997年、毎日放送 / 円谷プロ） - 円谷英二
- とし子さん（1966年、TBS / 国際放映）-野山広一郎
- ある勇気の記録（1966年 - 1967年、NET / 東映） - 宮口キャップ
- 孤独のメス 第7話「男たち」（1969年、TBS / 国際放映）
- キイハンター （TBS / 東映）
  - 第102話「女の死刑実験室」（1970年）
  - 第139話「殺し屋とデートする女」（1970年）
- 細うで繁盛記（1970年、よみうりテレビ） - 原田正吾
- 火曜日の女シリーズ / オパールとサファイア（1971年、日本テレビ / 東宝）
- 大忠臣蔵 第35話「琴をひく女」（1971年、NET / 三船プロ） - 辻村平左衛門
- 水の炎（1971年、TBS / CBC）
- 気になる嫁さん（1971年 - 1972年、日本テレビ / ユニオン映画） - 花岡
- パナソニック ドラマシアター（TBS / C.A.L）
  - 水戸黄門
    - 第3部 第15話「忍びの掟 -伊賀上野-」（1972年3月6日） - 久留島嘉門
    - 第4部 第18話「駈けろ若駒 -八戸-」（1973年5月21日） - 浅川平之丞
    - 第6部 第10話「兄妹拳法 絶海の対決 -隠岐-」（1975年6月2日） - 塚田孫太夫
    - 第7部
      - 第7話「帰って来た南部駒 -八戸-」（1976年7月5日） - 大沼主膳
      - 第19話「最上紅花恋の唄 -米沢-」（1976年9月27日） - 青山吉蔵

    - 第9部 第26話「代官を救った文庫 -佐野-」（1979年1月29日） - 赤間仙十郎
    - 第10部 第11話「黄門様は呼びこみ日本一!! -四日市-」（1979年10月22日） - 大迫伝蔵
    - 第11部 第23話「鎌倉彫にかけた意地 -鎌倉-」（1981年1月19日） - 榊原外記
    - 第12部 第23話「弥七を騙った悪い奴 -善光寺-」（1982年2月1日） - 近田主膳
    - 第13部 第2話「大爆破! 恐怖の狼谷 -小田原-」（1982年10月25日） - 畑将監
    - 第15部
      - 第14話「めざす敵は仁術医者 -浜田-」（1985年4月29日） - 唐沢玄朴
      - 第21話「意地で守った名人芸 -鳥取-」（1985年6月17日） - 大井佐太夫

    - 第16部 第9話「闇を裂く忍びの死闘 -吉野-」・第10話「悪を断った鍾馗の舞 -若山-」（1986年6月23日） - 田辺主水
    - 第19部 第10話「助さんの代理亭主 -本荘-」（1989年11月27日） - 臼倉主膳
    - 第20部
      - 第25話「紫頭巾が悪を斬る -中津-」（1991年4月29日） - 高森外記
      - 第48話「陰謀渦巻く薪能 -江戸-」（1991年10月7日） - 神尾九郎兵衛

    - 第21部 第19話「恋を実らす占い合戦 -龍野-」（1992年8月10日） - 田母木大膳
    - 第23部 第36話「迷子になった黄門様 -岐阜-」（1995年4月17日） - 稲葉屋
    - 第25部 第43話「世直し旅は日本晴れ -江戸・水戸-」（1997年10月27日） - 相良四郎衛門
    - 第29部 第6話「危機一髪! 影武者大作戦 -高崎-」（2001年5月7日） - 斎藤兵衛
    - 第31部 第21話「黄門様と七化けのお京 -広島-」（2003年3月17日） - 立花典膳
    - 第32部 第17話「老公を叱った娘漁師 -磐城-」（2003年12月8日） - 瀬戸清左衛門
    - 第33部 第11話「おっかさんは村の太陽 -岩国-」（2004年6月28日） - 横道孫右衛門
    - 第34部 第10話「女占い師が悪を討つ! -花輪-」（2005年3月14日） - 彦兵衛
    - 第35部 第5話「お転婆姫の大変身! -大分-」（2005年11月7日） - 夏目左近
    - 第36部 第8話「助っ人アキの越後獅子 -福井-」（2006年9月11日） - 庄兵衛
    - 第37部 第19話「耐えて忍んだ嫁いびり -山形-」（2007年8月13日） - 嘉兵衛
    - 第38部 第1話「小藩を救え! いざ西へ -江戸-」（2008年1月7日） - 榊清右衛門
    - 第40部 第4話「赤と青の風車 -米沢-」（2009年8月17日） - 原田織部
    - 第42部 第7話「じゃじゃ馬姫の逃避行 -金沢-」（2010年11月22日） - 静市孫兵衛

  - 大岡越前
    - 第2部 第22話「幻術師」（1971年10月11日） - 徳川宗春 ※ 再放送欠番
    - 第3部 第4話「消えた御用金」（1972年7月3日） - 荻原源八郎
    - 第4部 第25話「天下を裁く名奉行」（1975年3月24日） - 本間出羽守 ※ 滝田祐介名義
    - 第5部 第4話「恐怖！雨の夜の辻斬り」（1978年2月27日） - 白坂刑部
    - 第8部 第21話「凶賊お役者小僧」（1984年12月10日） - 諏訪美濃守
    - 第9部 第8話「恋しい父は逃亡者」（1985年12月16日） - 諏訪美濃守
    - 第13部 第15話「河童にさらわれた若旦那」（1993年2月22日） - 喜多見屋
    - ナショナル劇場50周年記念特別企画スペシャル（2006年3月20日） - 西尾豊後守

  - 江戸を斬るシリーズ（TBS / C.A.L）
    - 梓右近隠密帳 第3話「天下の一大事」（1973年） - 川添丹波守
    - VII 第1話・第2話「桜吹雪が悪を裁つ」（1987年） - 石川兵庫

  - 南町奉行事件帖 怒れ!求馬
    - I 第12話「消えた死体」（1998年） - 相馬五郎三郎
    - II 第14話「妹は可愛い小悪魔」（2000年） - 一色甲斐守
- 荒野の素浪人（NET / 三船プロ）
  - 第25話「惨殺 地獄の歌がまた聞こえる」（1972年） - 仙蔵
  - 第65話「必殺 荒野の決闘」（1973年） - 岸井兵衛
- 長谷川伸シリーズ 第7話「一本刀土俵入（後編）」（1972年、NET / 東映） - 辰三郎
- 唖侍 鬼一法眼 第7話「くちなしの別れ路」（1973年、日本テレビ / 勝プロ） - 榊伝次郎
- 剣客商売'73 最終話「明日への旅立ち」（1973年、フジテレビ / 東宝） - 平山市蔵
- 傷だらけの天使 第9話「ピエロに結婚行進曲を」（1974年、日本テレビ / 東宝） - 磯崎
- 鬼平犯科帳'75「盗賊婚礼」（1975年、NET / 東宝） - 長嶋の久五郎
- バーディー大作戦 第51話「午前零時13分の完全犯罪」（1975年、TBS / 東映） - 中原真也
- 影同心（毎日放送 / 東映）
  - 影同心 第7話「首狩り殺し節」（1975年） - 本田主馬
  - 影同心II 第19話「御用地図強奪」（1976年） - 折井要蔵
- 夜明けの刑事（TBS / 大映テレビ）
  - 第54話「消えた女子高校生歌手の秘密」（1976年1月7日） - 浦部興業社長
  - 第68話「暴力亭主と別れる方法」（1976年4月21日） - 寺島部長
- 夫婦旅日記 さらば浪人 第5話「母の峠路」（1976年、フジテレビ / 勝プロ）
- シリーズ人間模様 / 火の路 （1976年、NHK総合）
- 大都会 闘いの日々 第29話「恵子」（1976年、日本テレビ / 石原プロ） - 山野辺ヒロシ
- 男たちの旅路 第2部 第2話「冬の樹」（1977年、NHK総合） - 平山修一
- Gメン'75（TBS / 東映）
  - 第125話「ウソ発見器」（1977年） - 検査技師
  - 第251話「Gメン対エーゲ海の骸骨」（1980年） - 藤崎邦夫
- 特捜最前線（テレビ朝日 / 東映）
  - 第29話「プルトニウム爆弾が消えた街」（1977年） - 一ノ瀬徳郎
  - 第45話「蒸発・記憶をデッサンする女!」（1978年）
- 大都会 PARTII 第32話「刑事黒岩の命」 - 第52話「追跡180キロ」（1977年 - 1978年、日本テレビ / 石原プロ） -  山本清理捜査課長
- 桃太郎侍 （日本テレビ / 東映）
  - 第91話「鳶が狙った鷹一羽」（1978年） - 木曽屋
  - 第132話「男の別れに散る桜」- 建部伯耆守
- 必殺シリーズ（朝日放送 / 松竹）
  - 必殺商売人 第9話「非行の黒い館は蟻地獄」（1978年） - 神谷仙之助
  - 必殺仕事人 第37話「落し技替玉斬り」（1980年） - 藤ヱ門
  - 必殺渡し人 最終回「秋雨の中で渡します」（1983年） - 夢野玄定
- 球形の荒野（1978年、フジテレビ）
- 暴れん坊将軍（テレビ朝日 / 東映）
  - 吉宗評判記 暴れん坊将軍
    - 第17話「恋とおとぼけ地蔵」（1978年） - 伊集院頼母
    - 第105話「止めろ! 天下御免の暴走車」（1980年） - 三田村采女
    - 第122話 「女親分! め組のおさい」（1980年） - 能勢愚庵

  - 暴れん坊将軍III
    - 第56話「草笛に秘めた過去」（1989年） - 丹下兵左衛門
    - 500回記念SP「将軍琉球へ渡る 天下分け目の決闘」（1990年） - 黒田兵部

  - 暴れん坊将軍IV
    - 第38話「狙われた江戸城の花嫁!」（1991年、TVスペシャル） - 秋月筑前守信正
    - 第41話「天下一の夢を売る男」（1992年） - 狩野秀徳

  - 暴れん坊将軍V
    - 第23話「おんな盗賊の恋 吉宗にしかけられた天下の大陰謀」（1993年 TVスペシャル）- 近江屋利平
- 銭形平次（フジテレビ / 東映）
  - 第690話「秋しぐれ」（1979年） - 高山要
  - 第868話～第888話（1983年～1984年） - 森川左内
- 明日の刑事 第66話「熱中先生が殺された!」（1979年、TBS / 大映テレビ）
- 太陽にほえろ!（日本テレビ / 東宝）
  - 第347話「謹慎処分」（1979年） - 吉本営業部長
  - 第665話「殉職刑事たちよ、やすらかに」（1985年） - 浜野警視監
  - 第674話「友よ、君が犯人なのか」（1985年） - 浜野警視監
  - 第691話「さらば! 山村刑事」（1986年） - 浜野警視監
- 破れ新九郎 第21話「殺しの報酬は殺し」（1979年、テレビ朝日 / 中村プロ） - 森川重太夫
- 土曜ワイド劇場（テレビ朝日）
  - 幽霊シリーズ3 善人村の幽霊まつり（1979年） - 大沢
  - 息子殺し（1981年）
  - 探偵神津恭介の殺人推理2 影なき女（1985年）
  - 行きずりの街（2000年）
- 怨霊! あざ笑う人形 危険な未亡人（1980年、テレビ朝日 / 円谷プロ）
- 大捜査線シリーズ追跡 第31話「暴走デカ!原宿えれじい」（1980年9月25日）
- 警視庁殺人課 第12話「料亭殺人事件・銃口に散った女」（1981年、テレビ朝日 / 東映）
- 文吾捕物帳（1981年 - 1982年、テレビ朝日 / 三船プロ） - ナレーター
- 大河ドラマ（NHK総合）
  - 峠の群像（1982年） - 村田勘右衛門
  - 徳川家康（1983年） - 安国寺恵瓊
  - 武田信玄（1988年） - 上杉憲政
  - 春日局（1989年） - 鳥居元忠
  - 信長 KING OF ZIPANGU（1992年） - 鳥居忠吉
  - 八代将軍吉宗（1995年） - 秋元喬知
  - 徳川慶喜（1998年） - 永原甚七郎
- 春の傑作推理劇場 / 松本清張の薄化粧の男（1982年、テレビ朝日 / 松竹）
- 松平右近事件帳 第1話「藪太郎参上！」（1982年、日本テレビ / ユニオン映画）- 阿部丹波守
- 火曜サスペンス劇場（日本テレビ）
  - 松本清張の花氷（1982年3月30日） - 黒川千太郎
  - 朝比奈周平ミステリー3 丹後路殺人事件（1992年4月21日） - 浦部敏之
  - 警部補 佃次郎6 小壜に詰めた死（1998年8月11日） - 丹野壮太郎
- 海にかける虹〜山本五十六と日本海軍（1983年、テレビ東京）
- 花王 愛の劇場（TBS）
  - めだかの歌（1983年）
  - 殉愛（1988年）
- 時代劇スペシャル 暗殺者の神話（1984年） - 安藤陳武
- 長七郎江戸日記 第1シリーズ（日本テレビ / ユニオン映画）
  - SP5「母は敵か?!正雪の陰謀」（1985年）- 徳川頼宣
  - 第105話「風の噂の風小僧」（1986年） - 南条主馬頭
- 金曜女のドラマスペシャル / Wの悲劇 京都資産家殺人事件（1986年、フジテレビ） - 和辻繁
- NEWジャングル 第33話「そして、愛…」（1988年、日本テレビ / 東宝） - 大貫専務
- 続・三匹が斬る! 第12話「さすらいの姫君哀れ菊一輪」（1989年、テレビ朝日 / 東映） - 五条為貞
- 奇兵隊（1989年、日本テレビ） - 吉川監物
- 宮本武蔵（1990年、テレビ東京 / 東映） - 岩間角兵衛
- 江戸中町奉行所（1990年、テレビ東京 / 松竹） - 葛西六兵衛
- 神谷玄次郎捕物控 第8話「岡っ引殺し」（1990年、フジテレビ / 松竹） - 長門屋宇兵衛
- 八百八町夢日記 第1シリーズ 第34話「参上! 女目付」（1990年、日本テレビ / ユニオン映画） - 片倉監物
- 学校があぶない（1992年、TBS / 木下プロダクション） - 大河内元基
- さすらい刑事旅情編V 第8話「大船行き終電車の男・同じ風景の油絵」（1992年、テレビ朝日 / 東映）
- 闇を斬る!大江戸犯科帳 第4話「風花に泣く女」（1993年、日本テレビ / ユニオン映画） - 堀田左仲
- 名奉行 遠山の金さん 第5シリーズ 第16話「獄門台から逃れた男と女」（1993年、テレビ朝日 / 東映） - 尾張屋源左衛門
- 荒木又右衛門 男たちの修羅（1994年、テレビ東京 / 松竹） - 荒尾志摩
- 織田信長（1994年、テレビ東京） - 浅井久政
- 鬼平犯科帳 第6シリーズ 第10話「おかね新五郎」（1995年、フジテレビ / 松竹） - 原口新五郎
- ドラマ30
  - しおり伝説〜スター誕生〜（1999年、CBC）
- 女と愛とミステリー「山村美紗サスペンス　殺意の果てに　飛騨高山夫人絞殺事件」（2001年3月11日、テレビ東京）
- はぐれ刑事純情派（テレビ朝日 / 東映）
  - PART4（1991年） - 吉野勝男 役
  - PART15 第8話「1円玉強盗!? 宅急便で送られた妻!」（2002年） - 内海正造
  - PART17 第6話「青年介護士の犯罪!? 優しい男がキレる時!」（2004年）- 古賀保
- まほろ駅前番外地 第11話（2013年、テレビ東京 / リトルモア） - 家主
- 水曜ミステリー9 / さすらい署長 風間昭平10 すみだ業平橋殺人事件（2013年、テレビ東京 / C.A.L） - 市川義太郎

### 映画
- 若い人たち（1954年、新東宝） - 佐久間
- 勲章（1954年、松竹）
- 柿の木のある家（1955年、東宝） - 先生
- 森は生きている（1956年） - 警護隊長
- つづり方兄妹（1958年、東宝） - 新聞記者
- 夜の配役（1959年、松竹） - 郡司
- 愛妻記（1959年、東宝） - 茂木慎作
- 一刀斎は背番号6（1959年） - 倉橋光夫
- 野獣死すべし（1959年、東宝） - 記者遠藤
- 事件記者シリーズ（1959年 - 1962年、日活） - 伊那
  - 事件記者（1959年）
  - 事件記者 真昼の恐怖（1959年）
  - 事件記者 仮面の脅迫（1959年）
  - 事件記者 姿なき狙撃者（1959年）
  - 事件記者 影なき男（1959年）
  - 事件記者 深夜の目撃者（1959年）
  - 事件記者 時限爆弾（1960年）
  - 事件記者 狙われた十代（1960年）
  - 事件記者 拳銃貸します（1962年）
  - 事件記者 影なき侵入者（1962年）
- 女は抵抗する（1960年、大映） - 赤間
- 路傍の石（1960年、東宝） - いなば屋の安吉
- 青い野獣（1960年、東宝） - 渋沢
- 新・女大学（1960年、東宝） - 三輪六郎
- 慕情の人（1961年、東宝） - 加納洋二
- 特急にっぽん（1961年、東宝） - 甲賀恭雄
- 「挑戦」より 愛と炎と（1961年、東宝） - 編集員
- 娘と私（1962年、東宝） - 病院の先生
- 乳房を抱く娘たち（1962年、大映） - 仁
- 風の視線（1963年、松竹） - 長沖保
- 写真記者物語 瞬間に命を賭けろ（1963年、東宝） - 松木進
- わんぱく天使（1963年、東宝） - 中島五郎
- 続・高校三年生（1964年、大映） - 大木先生
- おれについてこい!（1965年、東宝） - 川口記者
- 四谷怪談（1965年、東宝） - 刀屋巳之吉
- 掏摸（1965年、大映） - 濡れ燕の健
- 密告者（1965年、大映） - 沢井幹雄
- 若親分喧嘩状（1966年、大映） - 山本健
- 新・事件記者シリーズ（1966年、東宝） - 伊那記者
  - 新・事件記者 大都会の罠（1966年）
  - 新・事件記者 殺意の丘（1966年）
- 陸軍中野学校 竜三号指令（1967年、大映） - 宋元弘
- 喜劇 駅前探検（1967年、東宝） - 新聞記者
- 三匹の女賭博師（1967年、大映） - 陣馬祐一
- 残侠の盃（1967年、大映） - 池上隆太
- 爽春（1968年、松竹） - 緒方
- 女賭博師乗り込む（1968年、大映） - 奈良井辰造
- セックス・チェック 第二の性（1968年、大映） - 峰重正雄
- 復讐の歌が聞える（1968年、松竹） - 三島
- 心中天網島（1969年、ATG） - 孫右衛門
- 人斬り（1969年、大映） - 平松外記
- 影の車（1970年、松竹） - 浜島のおじさん
- 戦争と人間 第一部 運命の序曲（1970年、日活） - 森島守人
- 激動の昭和史 沖縄決戦（1971年、東宝） - 仲宗根教諭[9]
- 黒の斜面（1971年、松竹） - 外山
- いのちぼうにふろう（1971年、東宝） - 灘屋の小平
- 沈黙 SILENCE（1971年、東宝） - イチゾウ
- 可愛い悪女（1971年、松竹） - 長谷川社長
- 忍ぶ川（1972年、東宝） - 木村幸房
- 湯けむり110番 いるかの大将（1972年、東宝） - 署長・高梨
- 塩狩峠（1973年、松竹） - 伊木一馬
- 日本沈没（1973年、東宝） - 幸長助教授[9]
- 小林多喜二（1974年、多喜二プロ） - 志賀直哉
- 桜の森の満開の下（1975年、東宝） - 旅人
- 青春讃歌 暴力学園大革命（1975年、東映） - 天田達造
- 化石（1975年、東宝） - 一鬼建設専務
- 不毛地帯（1976年、東宝） - 山本繊維部課長
- 夜明けの旗 松本治一郎伝（1976年、東映） - 松本次七
- おとうと（1976年、松竹） - 院長
- 密約―外務省機密漏洩事件（1978年、アニープラネット） - 松川 ※テレビドラマ版制作年。劇場公開は1988年。
- 月山（1979年、エキプド・シネマ） - 太助
- 配達されない三通の手紙（1979年、松竹） - 柏原署長
- 地震列島（1980年、東宝） - 中年のサラリーマン[9]
- わるいやつら（1980年、松竹） - 銀行支店長
- 日本の熱い日々 謀殺・下山事件（1981年、松竹） - 川瀬検事
- 近頃なぜかチャールストン（1981年、ATG） - 警察署長
- 凶弾（1982年、松竹） - 角田局長
- 海峡（1982年、東宝） - 北大助教授
- 雪華葬刺し（1982年、松竹） - 藤江田
- 遠野物語（1982年、日本ヘラルド） - 徳太郎
- BLOW THE NIGHT! 夜をぶっとばせ（1983年、ジョイパックフィルム） - 木戸克巳
- 空海（1984年、東映） - 藤原縄主
- 化粧（1984年、松竹） - 中田
- 国東物語（1985年、エキプド・シネマ） - 大友義鑑
- 母さんの樹（1986年、翼プロダクション） - 坂口
- 月光の夏（1993年、ヘラルド・エース） - 吉岡征爾
- 草刈り十字軍（1997年） - 語り手
- Green Tea-r 緑色の涙（2004年、Woody Project）
- 北辰斜にさすところ（2007年、東京テアトル） - 村田聡

### 舞台
- 伊能忠敬物語
- オリバー!
- アドルフに告ぐ
- 回転木馬
- そして誰もいなくなった
- ドイツ人
- 森は生きている
- ブロードウェイから45秒

### CM
- 明星食品 チャルメラ

## 出演作品（声優）

### 吹き替え

#### 俳優
ロイ・シャイダー
- ジョーズ （マーティン・ブロディ署長）※日本テレビ版・思い出の復刻版Blu-rayに収録
- ジョーズ2 （マーティン・ブロディ署長）※日本テレビ版
- ジョーズ'87 復讐篇（マーティン・ブロディ（回想））※日本テレビ版
- ピースキーパー（ロバート・ベイカー大統領）※VHS版

#### 洋画・海外ドラマ
- ER緊急救命室（デイヴィッド・グリーン〈ジョン・カラム〉）
- 海の上のピアニスト（店主〈ピーター・ヴォーン〉）※テレビ東京版
- オーシャン・オブ・ファイヤー（アル・リヤド〈オマー・シャリフ〉）
- 風と共に去りぬ（アシュリー・ウィルクス〈レスリー・ハワード〉）※日本テレビ旧録版
- グラン・トリノ（ウォルト・コワルスキー〈クリント・イーストウッド〉）
- 刑事コロンボ 二つの顔（デクスター・パリス / ノーマン・パリス〈マーティン・ランドー〉）
- 軽蔑（ポール・ジャヴァル〈ミシェル・ピコリ〉）※テレビ旧録版
- 12人の怒れる男 評決の行方（陪審員8番〈ジャック・レモン〉）※NHK版＝DVD収録
- スター・ウォーズシリーズ（オビ＝ワン・ケノービ〈アレック・ギネス〉）
  - スター・ウォーズ エピソード4/新たなる希望 ※日本テレビ旧録版、日本テレビ新録版
  - スター・ウォーズ エピソード5/帝国の逆襲 ※日本テレビ版
  - スター・ウォーズ エピソード6/ジェダイの帰還 ※日本テレビ版
- スパイダー/少年は蜘蛛にキスをする（テレンス〈ジョン・ネヴィル〉）
- ダーリング（ロバート・ゴールド〈ダーク・ボガード〉）
- 黄昏（ノーマン・セアー・ジュニア〈ヘンリー・フォンダ〉） ※ソフト版
- 沈黙の島（マックス・フォン・シドー）
- 砦のガンベルト（チャカ〈ロッド・テイラー〉）
- 泥棒成金（ジョン・ロビー〈ケーリー・グラント〉）
- 軽蔑（ポール・ジャヴァル〈ミシェル・ピコリ〉）
- ナショナル・トレジャー（ジョン・アダムス・ゲイツ〈クリストファー・プラマー〉[10]）
- ノー・エスケイプ（ファーザー〈ランス・ヘンリクセン〉）※テレビ東京版
- 白昼の決闘（ジェシー・マキャンレス〈ジョゼフ・コットン〉）
- ホーンテッドマンション（ラムズリー〈テレンス・スタンプ〉）
- ハムレット（ハムレット〈ローレンス・オリヴィエ〉）
- ベン・ケーシー（ベン・ケーシー〈ヴィンセント・エドワーズ〉）
- マネー・チェンジャース/銀行王国（ロスコー〈クリストファー・プラマー〉）
- ママは太陽（マクリーン・スチーブンソン）
- 旅情（レナード〈ロッサノ・ブラッツィ〉）※日本テレビ新録版

### 劇場アニメ
- アンネの日記（1995年、東宝） - アルベルト・デュッセル

### ラジオドラマ
- KRラジオ図書館・劇画特集1 「ザ・シェフ」（1987年4月5日、TBSラジオ）
- FMシアター「ツユクサ」（2001年、NHK-FM）